# Epigomphus maya
Epigomphus maya – gatunek ważki z rodziny gadziogłówkowatych (Gomphidae). Jest endemitem Belize (Ameryka Centralna). Zamieszkuje czyste strumienie w lasach sosnowych na wysokości 500–600 m n.p.m.